# 増岡裕子
増岡 裕子（ますおか ゆうこ、1985年10月2日 - ）は、日本の女優、声優。東京都出身。文学座所属。

## 出演作品

### 舞台
2010年
- 初舞台『トムは真夜中の庭で』(本公演)日生劇場
- 『1960年のメロス』(unks)サイスタジオコモネ
- 『トロイアの女たち』(アトリエ）

2011年
- 『大葬祭』(江古田のガールズ）横浜相鉄本多劇場

2012年
- 『エゲリア』(本公演)吉祥寺シアター
- 『海の眼鏡』アトリエ
- 『大女優祭』「劇」小劇場

2013年
- 『ガリレイの生涯』（本公演）あうるすぽっと
- 『金色の龍』渋谷ギャラリールデコ
- 『大勝利!』シアター風姿花伝
- 『未来を忘れる』アトリエ

### 映画
- 白ゆき姫殺人事件 - 味沢
- 予告犯

### テレビドラマ
- PORTAL-X 〜ドアの向こうの観察記録〜 第3話（2024年、アイカ）[3]

### 吹き替え

#### 映画（吹き替え）
- アイ・オリジンズ
- アマチュア（ギャリソン[4]）
- アルゴ（コーラ・ライジェク〈クレア・デュヴァル〉）
- イケてる私とサエない僕
- オッペンハイマー（ルース・トルマン〈ルイーズ・ロンバード〉[5]）
- グラディエーターII 英雄を呼ぶ声[6]
- 三銃士/王妃の首飾りとダ・ヴィンチの飛行船（ダルタニアンの母）
- シラノ・ド・ベルジュラック（マドレーヌ・ロバン / ロクサーヌ〈アンヌ・ブロシェ〉）
- ダークナイト ライジング
- トランスフォーマー/ロストエイジ（CIAアナリスト）
- マリー・アントワネットに別れをつげて
- マリーゴールド・ホテルで会いましょう
- リロ&スティッチ[7]

#### ドラマ
- アンフォゲッタブル 完全記憶捜査
- エレメンタリー ホームズ&ワトソン in NY
- グッド・ワイフ
- グッド・ワイフ2
- グッド・ワイフ3
- スリル満点!究極の地
- セルフリッジ 英国百貨店（ロザリー・セルフリッジ〈ポピー・リー・フライアー〉）
- 地球ドラマチック
- デッドウォーター・フェル～虚像に殺された家族～（ジェマ・ダーリントン巡査〈ローリー・ブレット〉[8]）
- ナイト・トレイン/破滅へのカウントダウン（クリッシー〈ルース・マデリー〉[9]）
- 分別と多感
- ホワイトカラー シーズン3
- マウンテンゴリラ驚きの王国
- マターナル 〜母なる医師たち〜（マリアム〈パーミンダ・ナーグラ〉[10]）
- ミディアム5 霊能者アリソン・デュボア
- ミディアム6 霊能者アリソン・デュボア
- ミルドレッド・ピアーズ 秘密の代償

#### アニメ
- アーサー・クリスマスの大冒険（グウェンの母）
- アナと雪の女王（ゲルダ）
- おさるのジョージ
- ジェイコブと海の怪物
- モンスターズ・ユニバーシティ

### テレビアニメ
- 宇宙兄弟（エミーリア）

### 劇場アニメ
- コクリコ坂から
- 宇宙兄弟#0（2014年、マリアン）

### ラジオドラマ
- FMシアター（NHK-FM）
  - 『姉妹のしまいごと』（2025年8月2日）[11] - 母・マユミ 役